# Mihovil Mijo Kapović
Mihovil (Mijo) Kapović (Privlaka, 1832.) bio je hrvatski pravnik i političar, autonomaš.
Rođen je u Privlaci, u težačkoj obitelji oca Vida Kapovića i majke Matije Miletić iz Ražanca. Nakon smrti oca i brata Grge 1835. majka se preudaje za Marka Grbića. Uz potporu don Marka Kršlovića, s kojim je u srodstvu, završava na školovanju u Zadru i Splitu. Postaje državni odvjetnik na pokrajinskom sudu u Zadru i Kotoru te predsjednik okružnog suda u Splitu.
Aktivni je sudionik političkih zbivanja XIX. stoljeća u Dalmaciji. Na šestim izborima za Dalmatinski sabor održanima 1883. kandidira se kao predstavnik Autonmističke stranke  i postaje saborski zastupnik u kuriji veleporeznika za okružje Zadar. U mandatnom razdoblju (1883. - 1889.) obnašao je dužnost potpredsjednika sabora.